# Дем'янчук Юрій Іванович
Дем'янчу́к Ю́рій Іва́нович (1909 , Надвірнянський повіт, Королівство Галичини та Володимирії, Австро-Угорщина  — невідомо ) — депутат Верховної Ради Української РСР 1-го скликання (обрано 24 березня 1940 року).

## Біографія
Народився 1909 року в робітничій родині (батько виготовляв та продавав вироби з дерева для домашнього вжитку). Дитячі роки провів у Надвірній, пас худобу, працював у наймах у крамниці. З 15-ти років працював на тартаку Кернерів у Надвірній, де втратив/пошкодив кість руки. Брав участь у робітничому русі. У 1926 та 1928 роках затримувався польською поліцією, був членом польської комуністичної партії (Komunistyczna Partia Robotnicza Polski, KPRP)  за що був ув'язнений в концтаборі Береза Картузька.
Більшість в'язнів концтабору Береза Картузька вважалися небажаними елементами для Радянського Союзу. Із спогадів дружини відомо, що Юрій Дем'янчук пройшов співбесіду з Хрущовим Микитою Сергійовичом, що можливо врятувало його від подальших переслідувань і сприяло політичній кар'єрі.
Так після приєднання Західної України до Радянського Союзу в 1939 році — заступник уповноваженого Наркомату заготівель по Надворнянському району.
24 березня 1940 року обраний депутатом Верховної Ради Української РСР по Надворнянському виборчому округу № 368 Станіславської області (висунутий колективом Надвірнянського державного тартаку).
Подальша доля не підтверджена. У списку депутатів Верховної Ради Української РСР 1-го скликання, складеному орієнтовно влітку 1945 року, зазначено: «Вибув з різних підстав».
Із спогадів родичів відомо, що з початком Великої Вітчизняної війни разом із сім'єю був евакуйований до Кисловодська, а звідти направлений в Дебальцеве як уповноваженого наркомату заготівель. При евакуації матеріальних цінностей не виконав наказ по знищенню свійської худоби та підриву складських приміщень і попав в оточення. Після чого залишив сім'ю в Дебальцевому, а сам перейшов фронт до Червоної армії, де був арештований і засуджений до 10 років таборів (відправлений в Іркутську область). По завершенню терміну ув'язнення загадково загинув, ймовірне місце поховання село Михайлівське Іркутської області.
Можливо був реабілітований, так як вдова отримувала державну пенсію за чоловіка. 
У рідному місті Надвірна проживали діти Дем'янчука: син Іван (Ярема) Юрійович та дочка Ірина (Орися) Юріївна.